# Palaeorhiza cylindrica
Palaeorhiza cylindrica är en biart som beskrevs av Hirashima 1975. Palaeorhiza cylindrica ingår i släktet Palaeorhiza och familjen korttungebin. Inga underarter finns listade i Catalogue of Life.